# Lothlórien
Lothlorien je v tolkienovi mitlogiji domovanje Gospoda in Gospe (Celeborna in Galadriel).